# Place d'Armes (Montréal)
Place d'Armes è una piazza nel quartiere di Vieux-Montréal di Montréal, in Québec, Canada. Al centro, c'è un monumento in memoria di Paul de Chomedey, fondatore della città. Gli edifici che la circondano includono la basilica di Notre-Dame, il seminario di Saint-Sulpice, il New York Life Building, l'Aldred Building, la sede centrale della banca di Montréal e il 500 Place d'Armes.

## Origine del nome
Place d'Armes è il terzo luogo di Montréal a portare questo nome, è un termine francese di lunga dato a un luogo dove i difensori di una città si radunano.

## Storia

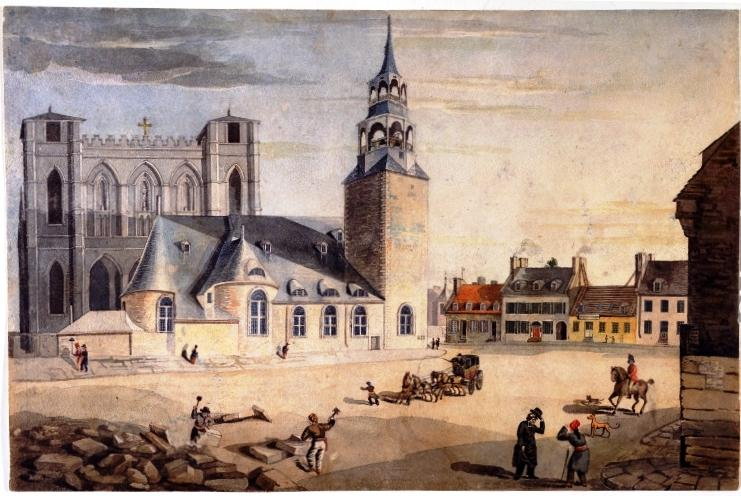
La piazza nel 1828; sullo sfondo la vecchia e la nuova chiesa.

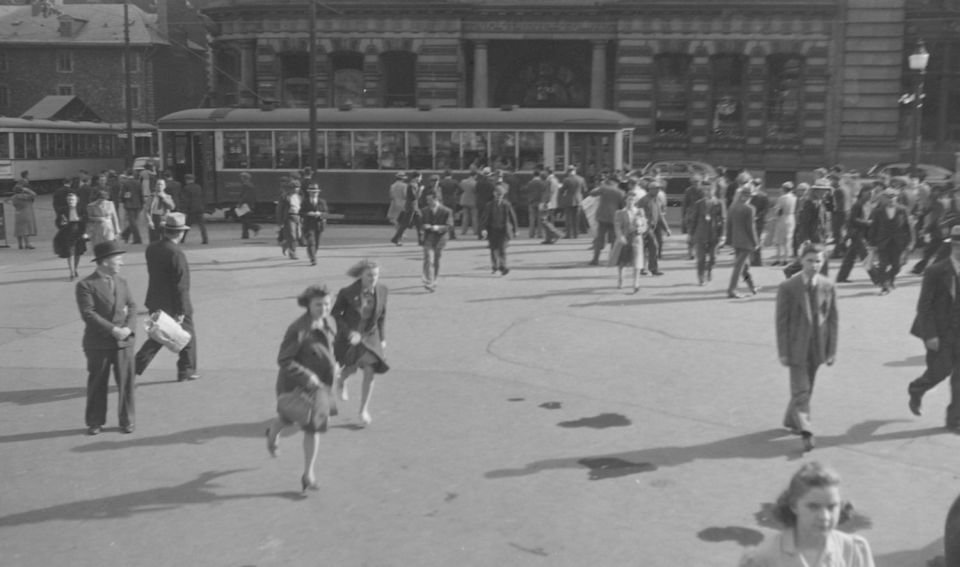
Place d'Armes nel 1941

Place d'Armes è il secondo sito pubblico più antico di Montréal. Fu chiamata Place de la Fabrique quando fu sviluppata per la prima volta nel 1693, su richiesta dei sulpiziani, poi rinominata Place d'Armes nel 1721 quando divenne teatro di vari eventi militari. Dal 1781 al 1813 fu utilizzato come mercato del fieno e del legno, poi sviluppato come giardino vittoriano dopo essere stata acquisitata dalla città nel 1836.
Le dimensioni attuali di Place d'Armes corrispondono approssimativamente ad un piano iniziato nel 1845 e completato nel 1850, quando venne finta di costruire rue Notre-Dame. Fu solo con la demolizione della chiesa di Notre-Dame nel 1830 e del suo campanile nel 1843 che la piazza assunse la sua attuale grandezza.

### Grande depressione
Durante la Grande depressione, il sindaco Camillien Houde commissionò progetti di lavori pubblici a Montréal, tra cui più di 20 vespasiennes: bagni pubblici che i locali avevano soprannominato "Camilliennes." Uno di questi bagni è stato completato sotto Place d'Armes nel 1934, progettato dall'architetto Jean-Omer Marchand in stile Art Deco, ad un costo di 51,255 $. L'intera struttura sotterranea era di 270 metri quadrati. Due ingressi in granito illuminati naturalmente. I bagni sono stati costruiti con finestre in mattoni di vetro, relativamente raro nella Montréal degli anni 30.

### Anni 1960
C'è stata una ristrutturazione della piazza negli anni 60. La disposizione fuori terra della piazza sarebbe rimasta poi invariata fino al 2009.

### 1980
Negli anni 40,  l'orinatoio di Place d'Armes era diventato fatiscente e sporco ed è stata chiuso nel 1980 per "motivi morali e di pulizia".

### 2009-11
La città di Montréal ha iniziato a ristrutturare nuovamente Place d'Armes nella seconda metà del 2009. I lavori sono stati completati nel 2011 ad un costo di 15. milioni di dollari. I lavori hanno portato alla luce l'ex bagno pubblico, insieme con le pareti della precedente chiesa di Notre-Dame e un pozzo chiamato "Puits Gadbois".

## Monumenti

### Monumento a Giorgio III

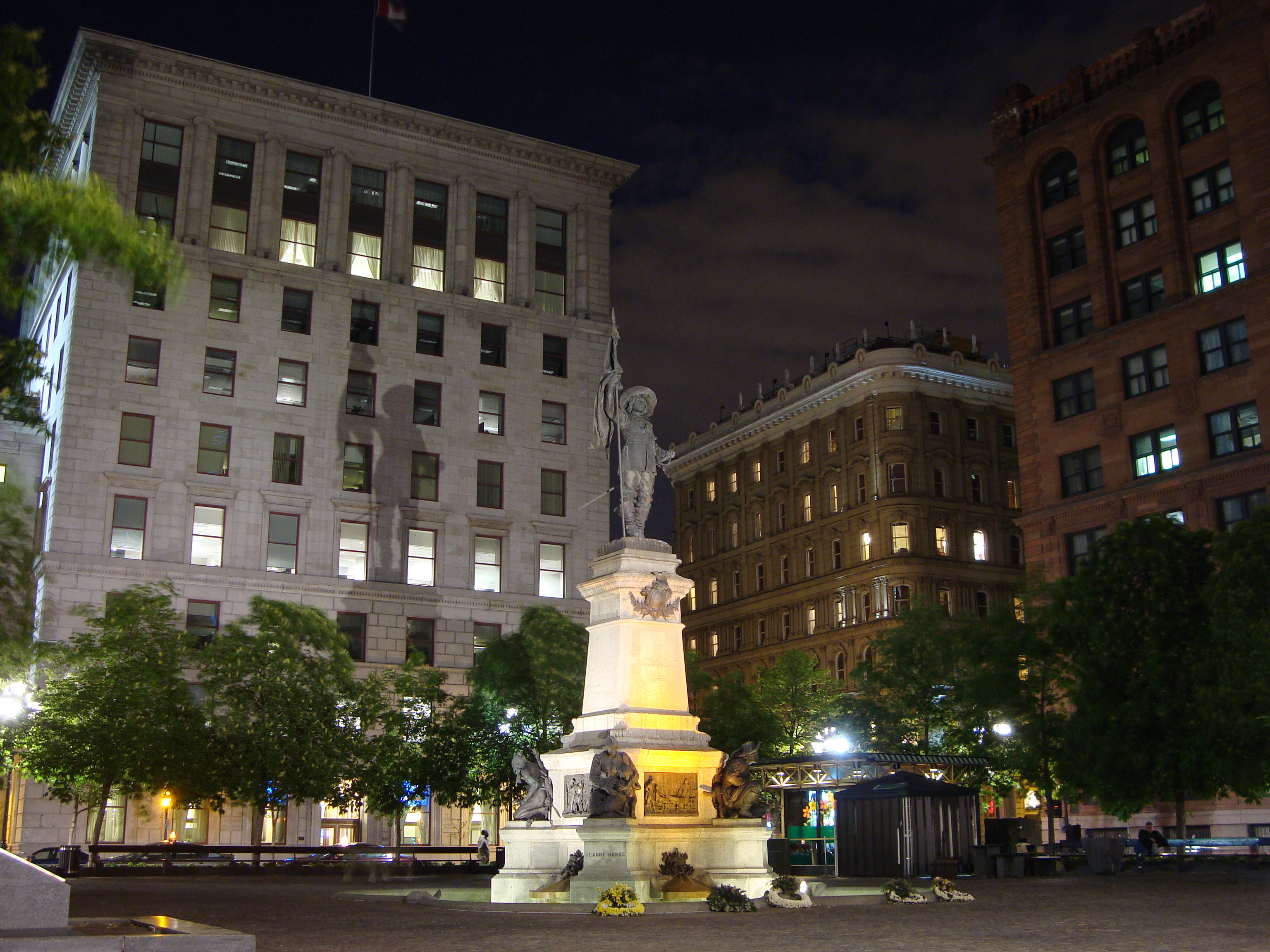
Place d'Armes con il monumento a Maisonneuve.

Un monumento a Giorgio III fu eretto nel 1773 in Place d'Armes, il primo monumento pubblico conosciuto della città. Nel maggio 1775, il busto di Giorgio III fu trovato deturpato in un atto di denuncia della legge sul Québec che tutelava l'uso della lingua francese. Una ricompensa di 500 ghinee non ha portato all'arresto del colpevole. Scomparve poco dopo, durante l'invasione americana di Montréal (novembre 1775 - giugno 1776), ed è stato trovato solo diversi anni nella parte inferiore di un pozzo nella piazza.

### Monumento a Maisonneuve
La piazza presenta ora un monumento in memoria di Paul de Chomedey (1895), dell'artista Louis-Philippe Hébert, che commemora la difesa di Chomedey del giovane insediamento francese contro gli irochesi, contro i quali gli alleati di de Maisonneuve gli uroni stavano combattendo.

## Strutture circostanti

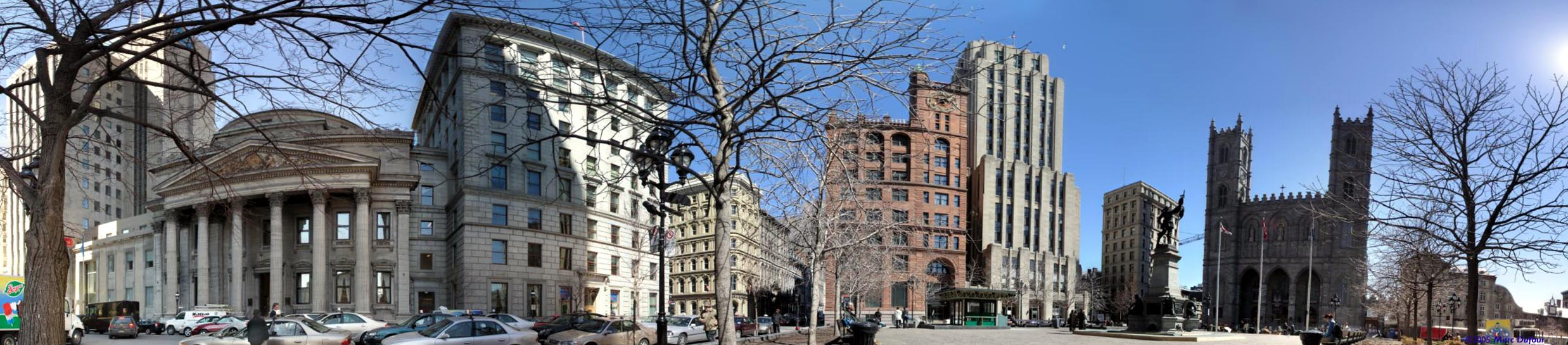
Vista panoramica di Place d'Armes.

Gli edifici che circondano la piazza rappresentano periodi importanti dello sviluppo di Montréal. Di fronte alla piazza si trova la basilica di Notre-Dame e il vecchio seminario di Saint-Sulpice. Altre strutture includono il New York Life Building (1887), il primo grattacielo di Montréal; la sede della Banca di Montréal (1859) la prima banca del Canada; l'Art Deco Aldred Building (1931) e il 500 Place D'Armes in stile internazionale (1968).